# 田中和実
田中 和実（たなか かずみ、1951年8月11日 - 2007年12月20日）は、日本の俳優、声優。東京都杉並区出身。青二プロダクションに所属していた。
声優の田中亮一は兄。

## 略歴
東京都立神代高等学校、東京俳優学校卒業後、劇団近代座を経て、劇団芸協へ入団。安部公房原作の『友達』で初舞台。声優としてはオフィス央を経て、青二プロダクションに所属し、1981年にアニメ『銀河旋風ブライガー』のカーメン・カーメン役で声優デビュー。日本テレビ『ザ・ワイド』のナレーションを担当していた。
劇団芸協第31回公演『花咲く港』公演前の12月20日、多摩川競艇場からの帰りに急性肺性心を発症して倒れ、東京都多摩市内の病院に搬送されるが手当ての甲斐なく死去した。56歳没。遺作は翌年放送されたアニメ『ポルフィの長い旅』のトマス役であった（第5話まで担当）。

## 人物
趣味・特技はギャンブル（特に競艇）、野球、柔道。

## 後任
田中の死後、持ち役を引き継いだ人物は以下の通り。
| 後任         | 役名                   | 作品                         | 後任の初出演                     |
| ------------ | ---------------------- | ---------------------------- | -------------------------------- |
| 田中亮一     | トマス                 | 『ポルフィの長い旅』         | 第8話以降                        |
| 龍田直樹     | バンバン               | 『ざわざわ森のがんこちゃん』 | 2011年以降                       |
| 龍田直樹     | スコープ先生           | 『ざわざわ森のがんこちゃん』 | 2011年以降                       |
| 川津泰彦     | 向田正平               | 『湘南爆走族』               | 『CR湘南爆走族』                 |
| 里内信夫     | ドクター               | 『ドラゴンボールZ』          | 『ドラゴンボール改』             |
| 沼田祐介     | オーレン               | 『ドラゴンボールZ』          | 『ドラゴンボール改』             |
| 岸尾だいすけ | ジース                 | 『ドラゴンボールZ』          | 『ドラゴンボール改』             |
| 西川幾雄     | 高野一二三             | 『ひぐらしのなく頃に』       | ドラマCD『祭囃し編』             |
| 清川元夢     | 高野一二三             | 『ひぐらしのなく頃に』       | 『ひぐらしのなく頃に業』         |
| 阪口周平     | ウォン・リー           | 『劇場版 機動戦士Ζガンダム』 | 『機動戦士ガンダム U.C. ENGAGE』 |
| 浜添伸也     | カメレオン・ボナパルト | 『YAIBA』                    | 『真・侍伝 YAIBA』               |

## 出演
太字はメインキャラクター。

### テレビアニメ
1976年
- グロイザーX

1980年
- あしたのジョー2

1981年
- おはよう!スパンク

1982年
- 銀河旋風ブライガー（カーメン・カーメン）
- 銀河烈風バクシンガー（テディ・ベイン、ニイ・ミッキン）

1983年
- 銀河疾風サスライガー（イダヤログ）
- 光速電神アルベガス（デリンジャー兵士）
- ストップ!! ひばりくん!（本田進、少年A、小鉄高選手）
- どくとるマンボウ&怪盗ジバコ 宇宙より愛をこめて（兵士）
- プラレス3四郎（弟子、アシスタント、職員）
- まんが日本史（孝明天皇）
- みゆき（酔っぱらい）

1984年
- Gu-Guガンモ（岡島君）
- 宗谷物語（水兵、長井、士官、機関兵、田中、東六、大井）
- ナイン 完結編（岩谷貞人）
- ビデオ戦士レザリオン（ドルバ、ツインベー）
- 夢戦士ウイングマン（正木〈初代〉、部員、ディレクター、麗人）

1985年
- ゲゲゲの鬼太郎（第3作）（1985年 - 1988年、水虎、風神、風の神、小豆洗い、電気妖怪、柿夫、つるべ火、夜叉〈2代目〉、かわうそ〈2代目〉、ひでり神、天井なめ 他）
- ダーティペア（主任、潜望鏡の男）
- 超獣機神ダンクーガ（ゲル）
- 北斗の拳（1985年 - 1988年、軍団員〈A〉、部下B、サウザーの兵隊〈A〉、レジスタンス〈B〉、兵士、ナガト 他） - 2シリーズ

1986年
- 宇宙船サジタリウス（ペペ）
- 銀牙 -流れ星 銀-（医者、村人A、欣一）
- サンゴ礁伝説 青い海のエルフィ（係員B）
- 聖闘士星矢（1986年 - 1987年、暗黒スワン、クラッグ、レダ）
- 忍者戦士飛影（兵士A）
- ハイスクール!奇面組（1986年 - 1987年、子分、伊矢味有三、宅急便の男）
- めぞん一刻
- ワンダービートS（ホシノ）

1987年
- 仮面の忍者 赤影
- きまぐれオレンジ☆ロード（若者）
- グリム名作劇場（1987年 - 1988年、牧師の弟子、給仕）
- 新メイプルタウン物語 パームタウン編（アナウンサー）
- ドラゴンボール（若者、ブルカ）
- トランスフォーマー ザ☆ヘッドマスターズ（スイケン、カーク）
- ビックリマン（1987年 - 1988年、魔矢、魔怪七変化、杭打地助、切界鬼、正夢の助）

1988年
- F-エフ（砂井）
- キテレツ大百科（1988年 - 1991年、男B、グランロボ、松本さん、秋元、麻衣の父、松山 他）
- 魁!!男塾（丸山、豪学連A、三号生）
- 闘将!!拉麵男（蛇六、山東）
- トランスフォーマー 超神マスターフォース（マック、若者A、船員A）
- ひみつのアッコちゃん（第2作）（源太郎、校長先生、変なおじさん、一蔵師匠、医者、重役A）
- 名門!第三野球部（アナウンサー）

1989年
- かりあげクン（支配人、医師、警官A、津久井さん、ジョン 他）
- 新ビックリマン（1989年 - 1990年、辞書A、男キホーテ王、エリ魔鬼、ペルセ酉主、ビャクドン、おかわり玉、メフィスト）
- 戦え!超ロボット生命体 トランスフォーマーV（キルバイソン）
- ドラゴンボールZ（1989年 - 1991年、ジンク、ドクター、オーレン、ジース、ナメック戦士）
- ドラゴンクエスト（1989年 - 1991年、賢人、手下）
- 魔法使いサリー（1989年版）（1989年 - 1991年、執事、塾の先生、監督、死刑係、ユリ子の父）
- らんま1/2 熱闘編（村人）

1990年
- 魔神英雄伝ワタル2（ミカンキッド）
- もーれつア太郎（おまわりさん）

1991年
- ウルトラマンキッズ 母をたずねて3000万光年（1991年 - 1992年、宇宙警察係官、ドッジー）
- 緊急発進セイバーキッズ（1991年 - 1992年、天神林竹男）
- 楽しいムーミン一家
- トラップ一家物語（駅員A）
- ハイスクールミステリー学園七不思議（担任菊池、道祖神）
- 新世紀GPXサイバーフォーミュラ（男）
- まじかる☆タルるートくん（警官）
- 満ちてくる時のむこうに（ハイリャーン）
- 笑ゥせぇるすまん（出利慶太）

1992年
- 大草原の小さな天使 ブッシュベイビー（カンカリ、ジョン・ケンドール）
- ツヨシしっかりしなさい（1992年 - 1994年、父親、老人、商店主、謎の老人、静雄の父）
- 美少女戦士セーラームーン（マネージャー）
- まぼろしまぼちゃん（幻博也）
- 横山光輝 三国志

1993年
- 剣勇伝説YAIBA（カメレオン・ボナパルト）
- GS美神（アナウンサー、イーム）
- 無責任艦長タイラー（面接官）

1994年
- 七つの海のティコ（ルドルフォ）

1995年
- アニメ世界の童話（父親、坑夫、やせ男、鍵屋、きこり）
- 空想科学世界ガリバーボーイ（ドロイド）
- ご近所物語（老人）
- スレイヤーズ（ティバー）

1996年
- ゲゲゲの鬼太郎（第4作）（1996年 - 1998年、校長、天邪鬼、店主、土蜘蛛、古野国権造）
- 地獄先生ぬ〜べ〜（人面疽）
- ドラゴンボールGT（学者ロボ）

1997年
- アニメがんばれゴエモン（ドクター・ムダナシ）

1998年
- 中華一番!（偽レオン、リャン、ヨウシ）

1999年
- サイボーグクロちゃん（パトじい）

2000年
- 勝負師伝説 哲也（雀荘の主人）
- ファーブル先生は名探偵（ラウル）

2003年
- 釣りバカ日誌（江口課長）

2004年
- ちびまる子ちゃん（おじさん）
- ブラック・ジャック（優一）

2007年
- ひぐらしのなく頃に解（高野一二三）
- レ・ミゼラブル 少女コゼット（医師）

2008年
- ポルフィの長い旅（トマス〈初代〉）※遺作

### 劇場アニメ
1983年
- ナイン（武南選手）

1985年
- オーディーン 光子帆船スターライト（菅生健司）
- カムイの剣（孫八）

1986年
- キン肉マン 正義超人vs戦士超人（戦士超人ミョウオウ）
- ゲゲゲの鬼太郎 妖怪大戦争（吸血狼B）
- 天空の城ラピュタ
- ドラゴンボール 神龍の伝説（村人）

1987年
- G.I.ジョーTHE MOVIE（トンネルラット、メインフレーム、スラッシュ）
- ドラゴンボール 魔神城のねむり姫（魔人）

1988年
- AKIRA
- 銀河英雄伝説 わが征くは星の大海（索敵員）
- ビックリマン 無縁ゾーンの秘宝（予鬼）

1989年
- 迷宮物語「工事中止命令」
- NEMO/ニモ（隊長）
- ひみつのアッコちゃん（大橋）

1992年
- 風の大陸（盗賊見張り）
- ドラゴンクエスト ダイの大冒険 起ちあがれ!!アバンの使徒（海の男）
- ろくでなしBLUES（広成）

1993年
- 三国志 第二部・長江燃ゆ!（徐盛）
- Dr.スランプ アラレちゃん んちゃ!ペンギン村より愛をこめて（摘突詰）

1994年
- 三国志 完結編・遥かなる大地（関平）
- Dr.スランプ アラレちゃん んちゃ!!わくわくハートの夏休み（ゾンビ）

1995年
- MEMORIES「大砲の街」（兵士）

1997年
- エルマーの冒険（店の料理長）

2001年
- 吸血鬼ハンターD

2005年
- 機動戦士ΖガンダムII A New Translation -恋人たち-（ウォン・リー）

2006年
- 機動戦士ΖガンダムIII A New Translation -星の鼓動は愛-（ウォン・リー）

### OVA
1985年
- 戦え!!イクサー1（富士弐號隊員C）
- 吸血鬼ハンターD（オレイリー）

1986年
- アイ・シティ（ヒューマノイド）
- アーバンスクウェア 琥珀の追撃（長谷部裕）
- 活劇少女探偵団
- 湘南爆走族（向田正平）
- 装鬼兵M.D.ガイスト（メンバー）
- 夢次元ハンターファンドラ（次元犯罪人）

1987年
- 大魔獣激闘 鋼の鬼
- トワイライトQ 時の結び目 REFLECTION

1988年
- 1ポンドの福音（山本）
- Crying フリーマン（組員4、金星爺、リー）
- ザナドゥ ドラゴンスレイヤー伝説（見張B）
- 遠山桜宇宙帖 奴の名はゴールド（男A）
- 魔界都市〈新宿〉（TVアナ）
- 六神合体ゴッドマーズ 十七歳の伝説

1989年
- 紅い牙 ブルー・ソネット（久保田編集員）
- 銀河英雄伝説（エド）
- 湘南爆走族5 青ざめた暁（南雲光男）
- ビックリマン西暦1999ファンタジー（アナウンサー）
- 左のオクロック!!（由宇の父）
- 風魔の小次郎（夜叉一族、生徒）
- ヤンキー烈風隊（赤城義光）
- 妖魔（甲賀者）
- ライディングビーン（ガードマンB）

1990年
- ウルトラマングラフィティ おいでよ!ウルトラの国（ケムラー、エレキング、ザラブ星人）
- 気ままにアイドル
- スーパーリアル麻雀 麻雀バトルスクランブル（ラビジャン）
- となりのトコロ（イヌ）
- ビックリマン ロココ＆マリア奇跡（デカネロン）
- ひとりぼっちの宇宙戦争（太郎の父）

1991年
- ARIEL（侍従長）
- ウィザードリィ（グレーターデーモン）
- 柔道部物語（河）
- スローステップ（チンピラA）
- 創竜伝
- 人魚の森（椎名〈青年時代〉）
- 魍魎戦記MADARA（青竜、淒斬刃双臀ナロ）

1992年
- うしおととら（先生）
- カメレオン（ヤクザ店員、先生）
- 機神兵団（アル）
- ダウンロード 南無阿弥陀仏は愛の詩
- 魔物ハンター妖子2（怨霊A）

1993年
- 代紋TAKE2 第II章（山倉社長）
- ツインビー ウィンビーの1/8パニック（シナモン博士）

1994年
- グラップラー刃牙（加藤清澄）
- ようちえん戦隊げんきっず（花壇荒らし怪人）

1997年
- 新世紀GPXサイバーフォーミュラSAGA（警部）

1998年
- 旭日の艦隊（1998年 - 1999年、潮田高教、ヴェルハウゼン）
- 紺碧の艦隊（田崎嵐龍隊隊長）
- チューリップ海岸物語（シナモン博士）
- ツインビーPARADISE（シナモン博士）

2004年
- Re:キューティーハニー（時村刑事）

2006年
- 機動戦士ガンダムSEED C.E.73 STARGAZER（瀬川）

### Webアニメ
- ブラック・ジャック（2001年、柴田先生）

### ゲーム
1991年
- イースIII（ドギの師匠）※PCエンジン版

1992年
- ドラゴンスレイヤー英雄伝説II PCエンジン（村長）
- 魔物ハンター妖子 〜魔界からの転校生〜（ブルホフ）
- 超時空要塞マクロス 永遠のラヴソング

1993年
- Aランクサンダー 誕生編（陣八、ゲスタパック・キジゾウ、コム）

1996年
- スターグラディエイター（サターン）
- ドラゴンボールZ 偉大なるドラゴンボール伝説（ジース）

1997年
- ブシドーブレード（風閂）

1998年
- ツインビーRPG（シナモン博士）

1999年
- ブラッディロア2 (AC・PS)（毒島一） - 2作品

2000年
- ブラッディロア3 (AC・PS2)（2000年 - 2001年、毒島一） - 2作品

2001年
- スーパーロボット大戦α外伝（カーメン・カーメン）

2002年
- ブラッディロア extreme (GC・Xbox)（2002年 - 2003年、毒島一） - 2作品

2003年
- ドラゴンボールZ（ジース）

2004年
- スーパーロボット大戦GC（カーメン・カーメン）
- METAL GEAR SOLID 3 SNAKE EATER（ザ・フィアー）

2005年
- ドラゴンボールZ Sparking!（ジース）
- ドラゴンボールZ 舞空烈戦（ジース）

2006年
- ジョジョの奇妙な冒険 ファントムブラッド（ワンチェン）
- スーパーロボット大戦XO（カーメン・カーメン）
- ドラゴンボールZ Sparking! NEO（ジース）

2007年
- SDガンダム GGENERATION（2007年 - 2011年、ウォン・リー、ウモン・サモン） - 2作品
- ドラゴンボールZ Sparking! METEOR（ジース）
- ドラゴンボールZ 遥かなる悟空伝説（ジース）
- ひぐらしのなく頃に祭 カケラ遊び（高野一二三）

2008年
- 機動戦士ガンダム ギレンの野望 アクシズの脅威 / V（2008年 - 2009年、ウォン・リー） - 2作品

### 吹き替え

#### 映画
- アンディ・ラウの獄中龍
- クロコダイル・ダンディー（ネビル・ベル〈デヴィッド・ガルピリル〉）※機内上映版
- 荒野の用心棒（アントニオ・バクスター〈ブルーノ・カロテヌート〉）※旧TBS版
- サイゴン（ロジャース〈デヴィッド・アラン・グリア〉）
- ザ・レイティング・ゲーム（ブルーノ〈フランク・シベロ〉）
- 地獄の黙示録（タイロン・“クリーン”・ミラー〈ローレンス・フィッシュバーン〉）※日本テレビ版
- スー・チー in ヴィジブル・シークレット（ピーターの父親〈ジェームズ・ウォン〉）
- 戦場にかける橋2/クワイ河からの生還（クロフォード中尉〈クリストファー・ペン〉）※日本テレビ版
- 007/消されたライセンス（ホーキンス〈グランド・L・ブッシュ〉）※テレビ朝日版
- 2 days トゥー・デイズ（テディ・ペッパーズ〈ポール・マザースキー〉）
- バッド・ボーイズ（パコ・モレノ〈イーサイ・モラレス〉）

#### ドラマ
- インディ・ジョーンズ/若き日の大冒険
- ジム・ヘンソンのストーリーテラー（村の悪党たち）

#### アニメ
- ピラミッド名作アニメシリーズ バッグス・バニー ※大陸書房版

#### 人形劇
- フラグルロック

### 特撮
- 激走戦隊カーレンジャー（BBドンパの声）

### ラジオ
- クリック&デッド NETWAYスイーパーズ（並木）
- ツインビーPARADISE（シナモン博士）
- 流星倶楽部

### ドラマCD
- ツインビーPARADISE（シナモン博士）
- 魔神英雄伝ワタル3 CDシネマ1 救世主復活篇（担任の先生）
- 魔神英雄伝ワタル3 CDシネマ3 摩天楼激闘篇（警官）

### ナレーション
- ザ・ワイド
- スーパーナイト
- 土曜ほっとワイド
- もっと自由な生活

### CM
- 日本ケロッグ「コンボ」のCM「キングコンボ vs ジャングルチーム」編（実況アナウンサーの声、ナレーション）
- ビッグワングループのCM (バカボンのパパ)
- カプコン ポンピングワールド
- ジャレコ シティコネクション（警官）
- カバヤ 勇者エクスカイザーガム

### 映画
- ケルベロス-地獄の番犬（1991年） - 出演協力

### テレビ番組
- えいごでペララ♪（マクドナルド）

### ボイスオーバー
- NHKスペシャル 映像の世紀（NHK総合）
- ワールドフィッシング

### 人形劇
- ざわざわ森のがんこちゃん（バンバン〈初代〉、スコープ先生〈初代〉）

### シリーズ一覧
1. ↑  『SPIRITS』（2007年）、『WORLD』（2011年）